# Elecciones comunales de Camboya de 2002
Las elecciones comunales de Camboya de 2002, realizadas el 3 de febrero, fueron los primeros comicios municipales llevados a cabo en dicha nación del Sudeste Asiático. Fueron convocadas por el gobierno del Primer ministro Hun Sen como parte de una recientemente implatada política de descentralización del estado camboyano. Se debían elegir 1.621 alcaldes de los municipios del país, y 11.260 concejales (unos 5 a 11 por cada comuna), que a su vez serían los encargados de realizar las elecciones indirectas del recientemente reinstalado Senado en 2006.
El resultado fue una aplastante victoria para el creciente Partido Popular de Camboya (CPP), que logró conseguir un alcalde en casi todas las comunas del país y 7.854 concejales. Le siguieron, muy por detrás, el Funcinpec (antiguo partido del gobierno muy debilitado desde el golpe de 1997, y el Partido Sam Rainsy (o Partido de la Nación Jemer). El Funcinpec obtuvo 10 alcaldías, y 2.211 concejales. El SRP obtuvo 13 alcaldes, y logró posicionarse como tercera fuerza con 1.346 concejales. Los tres principales partidos obtuvieron el 99.8% de los votos válidos, mientras que las demás listas que participaron no juntaron el 0.3% todas juntas.

## Antecedentes
Ya en 1992, durante la Autoridad Provisional de las Naciones Unidas en Camboya (APRONUC), se había sugerido instaurar una forma de elección municipal en el país, y la idea se mantuvo hasta después de las elecciones de 1993. Sin embargo, debido al frágil estado del gobierno de coalición del Funcinpec y el CPP, a pesar de estar de acuerdo en la necesidad de una elección municipal, no se pudo concretar sino hasta después de la consolidación de poder del CPP en las elecciones de 1998. En 1999 se reinstaló el Senado, siendo elegido por la Asamblea Nacional y el Rey, bajo la promesa de que se buscaría un método de elección más representativo en el futuro. En enero de 2001, el Primer ministro Hun Sen reintrodujo al Parlamento la propuesta de realizar elecciones comunales para iniciar la descentralización, aprobándose la Ley del Consejo Comunal. El Comité Nacional Electoral anunció el llamado a elecciones municipales bajo dicha ley el 6 de julio de 2001, estableciéndose como fecha para los comicios el 3 de febrero.

## Resultados
Ocho partidos presentaron candidaturas. El CPP fue el único partido en presentar candidatos en todos los 1.621 municipios, presentando un total de 24.948 candidatos. El Funcinpec presentó 23.537 en 1.603 comunas, y el Partido Sam Rainsy presentó 22.717 candidatos en 1.501 municipios. Los otros cinco partidos solo presentaron 1.299 candidatos todos juntos y en no más de 90 comunas.
|  | 60.89 % |

|  | 21.97 % |

|  | 16.94 % |

|  | 0.20 % |

## Consecuencias
En 2006 se llevaron a cabo las primeras elecciones senatoriales bajo el nuevo sistema, mediante el cual los concejales comunales actuarían como colegio electoral. Esto obviamente se tradujo en una supermayoría para el CPP, que consiguió 45 de los 61 senadores. Hasta las elecciones comunales de 2017, ningún partido aparte del CPP obtendría más de cuatrocientos alcaldes.